# La Quinte

La Quinte este o comună în departamentul Sarthe, Franța. În 2009 avea o populație de 824 de locuitori.